# 逍遙学派

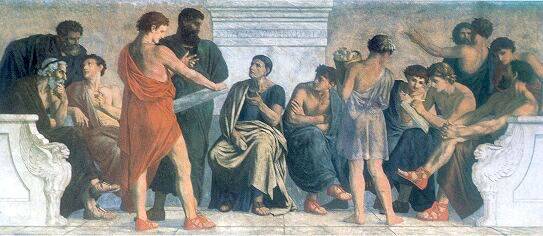
『アリストテレスの学校』（Gustav Spangenberg画）

逍遙学派（しょうようがくは）、またはペリパトス派（古希: περιπατητικός、英: Peripatetic school）とは、アリストテレスが創設した古代ギリシアの哲学者のグループであり、彼の学園であるリュケイオンの学徒の総称。
「ペリパトス」（古希: περίπατος, peripatos）とは、「逍遙・そぞろ歩き・散歩」あるいはそれを行う「歩廊・散歩道」のことであり、彼らが逍遙学派（ペリパトス派）と呼ばれるようになった理由としては、
1. アリストテレス等が、逍遙（散歩）をしながら講義を行ったから。
（この習慣は元々は師であるプラトンに由来し、元来はアカデメイア派を指してこう呼んでいたとも[1]）
2. アリストテレス等が、リュケイオンの歩廊（ペリパトス）を拠点として講義を行ったから[2]。
（アゴラの彩色柱廊（ストア・ポイキレ）を拠点としたストア派と同様の由来）
3. アリストテレス等が、リュケイオンの歩廊で散歩をしながら講義を行ったから[3]。
（上記1・2説の合成・折衷）

といったように、微妙に説・解釈が分かれる。
逍遙学派の設立は、アリストテレスがリュケイオンに最初に哲学学校を開いた紀元前335年で、アリストテレスの後を継いで学頭を務めた人物にはテオプラストスや、アリストテレス哲学の自然科学的要素を膨らませ、無神論にまで及んだランプサコスのストラトンなどがいる。

## 教義
逍遙学派の教義は、アリストテレスのもので、その後、弟子たちが守り続けた。

## 歴史
逍遙学派の初期の学頭たちとその任期は次の通りである。
- アリストテレス（紀元前334年頃 - 紀元前322年）
- テオプラストス（紀元前322年 - 紀元前288年）
- ランプサコスのストラトン（Strato of Lampsacus）（紀元前288年 - 紀元前269年頃）
- トロアスのリュコン（Lyco of Troas）（紀元前269年頃 - 紀元前225年）
- キオスのアリストン（Aristo of Ceos）（紀元前225年 - 紀元前190年頃）
- クリトラオス（Critolaus）（紀元前190年頃 - 紀元前155年）
- テュロスのディオドロス（Diodorus of Tyre）（紀元前140年頃）
- エリュムネウス（Erymneus）（紀元前110年頃）

ただし、このリストはいくぶん不確実である。たとえば、キオスのアリストンが学頭であったかは定かでない。リュコンの親密な教え子で、その当時の最も重要な逍遙学派の哲学者であったことからそう推測されている。また、クリトラオスがアリストンの直後の後継者だったか、間に誰かいたのかもわかっていない。エリュムネウスはアテナイオスによる言及で知られるのみである。他の重要な逍遙学派の哲学者には、以下の人々がいる。
- ロドスのエウデモス
- アリストクセノス（Aristoxenus）
- ディカイアルコス（Dicaearchus）
- ソロイのクレアルコス（Clearchus of Soli）

紀元前86年、ローマの将軍ルキウス・コルネリウス・スッラによってアテナイが奪取された時、アテナイにあった哲学の全学派が崩壊した。アテナイの逍遙学派も終焉を迎えたと思われるが、後世のネオプラトニズムの著作家、ヘルメイアスの子アンモニオス（Ammonius Hermiae）は、紀元前50年に生きたロドスのアンドロニコス（Andronicus of Rhodes）を11代目逍遙学派学頭として記述している。しかし、アンモニオスは別の本で、アンドロニコスの弟子シドンのボエソス（Boethus of Sidon）を11代目学頭と書いている。いずれにしても、アンドロニコスが新しい逍遙学派を興し、そこでボエソスを教えたようである。
ローマ時代には、逍遙学派の哲学者は僅かしかおらず、その中で重要な人物というと、アリストテレスの著作を注釈したアプロディシアスのアレクサンドロス（Alexander of Aphrodisias。200年頃）である。3世紀のネオプラトニズム（およびキリスト教）の台頭とともに、重要な哲学としての逍遙学派は終わりを迎えたが、ネオプラトニズムは自分たちの学説にアリストテレスの哲学を取り込み、アリストテレスの著作に関する多くの注釈本を生み出した。5世紀のオリュンピオドロス（Olympiodorus the Elder）は時々逍遙学派と言われることがある。

## 神学
ペリパトス派はキリスト教徒が天使、聖人といった神聖（divine）あるいは神（god）と呼ぶことができる存在を持つように、ある一つの神を特定の神（Godあるいはthe God）と呼び、その特定の神を除いた神々には、最高神を頂点とした階層制よりもはるかに徹底した従属関係（派生関係）をもたせていたと考えられている。彼らは単なる最高神でなく『特定の神（the God）』、それだけが神と呼ぶに値する唯一無二の神かのように特別な名称を使った。

## 影響
古典古代末期の哲学者たちでアリストテレスに注釈をつけたのは、6世紀のキリキアのシンプリキオス、ボエティウスなどである。それ以降、アリストテレスの著作は西洋ではほとんど失われたが、東洋ではなお保持されて、初期のイスラーム哲学に取り込まれた。イスラーム哲学の逍遙学派の哲学者には、キンディー、ファーラービー、イブン・スィーナー、イブン・ルシュドらがいる。
12世紀になると、アリストテレスの著作がイスラーム経由でラテン語に翻訳され、トマス・アクィナスなどによりスコラ学が興り、イブン・ルシュドの注釈、イブン・スィーナーの『治癒の書』とともにアリストテレスの著作が取り入れられた。